# Stars (Roxette-låt)
"Stars", skriven av Per Gessle, är den tredje singeln från den svenska popduon Roxettes album "Have a Nice Day". Singeln släpptes 1999.

## Sången
Från början var den tänkt att vara rockig, men den gjordes till en upptempolåt i danceversion. Marie Fredriksson sjöng och en barnkör var med i refrängerna. Många remixversioner släpptes, till exempel "Almighty Radio Edit", som spelades på många radiostationer. "Stars" släpptes som maxi-CD med spår som "Anyone", "Better Off On Her Own" och demo till "I Was So Lucky" och "7Twenty7".

## Framgång
I Europa blev "Stars" en hitsingel som nådde topp 10 i Finland, topp 20 i Sverige och Norge och topp 30 i Tyskland och Schweiz. Den var mer framgångsrik än "Wish I Could Fly" i Finland, Norge och Tyskland. Den var den senaste singeln av Roxette som nådde singeltoppen i Storbritannien, då den placerade sig som nr 56. Videon (dirigerad av Anton Corbijn) nådde #19 på MTV:s Europa-topp 20.

## Listplaceringar
| Lista (1999)       | Position |
| ------------------ | -------- |
| Belgien (Flandern) | 45       |
| Finland            | 9        |
| Nederländerna      | 74       |
| Norge              | 11       |
| Schweiz            | 28       |
| Sverige            | 13       |

### Fotnoter
1. ↑  ”Roxette”. Arkiverad från originalet den 16 oktober 2011. https://web.archive.org/web/20111016201530/http://roxette.se/discography.php?show=release&id=11. Läst 22 maj 2011.
2. ↑  ”Listplacering”. http://www.ultratop.be/nl/showitem.asp?interpret=Roxette&titel=Stars&cat=s. Läst 22 maj 2011.
3. ↑  ”Listplacering”. http://finnishcharts.com/showitem.asp?interpret=Roxette&titel=Stars&cat=s. Läst 22 maj 2011.
4. ↑  ”Listplacering”. http://dutchcharts.nl/showitem.asp?interpret=Roxette&titel=Stars&cat=s. Läst 22 maj 2011.
5. ↑  ”Listplacering”. http://norwegiancharts.com/showitem.asp?interpret=Roxette&titel=Stars&cat=s. Läst 22 maj 2011.
6. ↑  ”Listplacering”. http://hitparade.ch/showitem.asp?interpret=Roxette&titel=Stars&cat=s. Läst 22 maj 2011.
7. ↑  ”Listplacering”. http://swedishcharts.com/showitem.asp?interpret=Roxette&titel=Stars&cat=s. Läst 22 maj 2011.